# Xot de Palawan
El xot de Palawan (Otus fuliginosus) és una espècie d'ocell de la família dels estrígids (Strigidae). Habita els boscos de l'illa de Palawan, a les Filipines. El seu estat de conservació es considera gairebé amenaçat.